# Matúš Kmeť
Matúš Kmeť (* 27. června 2000) je slovenský fotbalista, který hraje jako obránce nebo záložník za polský klub Górnik Zabrze, kde je na hostování z Minnesoty United.

## Klubová kariéra

### Ružomberok
Kmeť debutoval v lize za Ružomberok proti Žilině dne 4. srpna 2018. 

### AS Trenčín
V prosinci 2020 bylo oznámeno, že Kmeť přestoupil do AS Trenčín a s klubem podepsal tříletou smlouvu. Debutoval dne 20. února 2021 proti FK Senica.

### Minnesota United
Dne 5. srpna 2024 Kmeť podepsal smlouvu na dva a půl roku s možností prodloužení o další rok s Minnesotou United.

#### Górnik Zabrze (hostování)
Dne 6. února 2025 byl poslán na hostování do konce roku 2025 do polského Górniku Zabrze s opcí na přestup.